# カトルズ
『カトルズ』（Katorz）は、カナダのヘヴィメタル・バンド、ヴォイヴォドが2006年に発表したスタジオ・アルバム。通算14作目で、スタジオ・アルバムとしては11作目に当たる。

## 背景
2005年8月26日、バンドのオリジナル・ギタリスト"ピギー"ことデニス・ダムールが結腸癌の合併症によりモントリオールの病院で死去。本作のレコーディングは、生前のピギーがPro Toolsに残したギター・トラックを元にして、他のパートを重ねていく方法で行われた。タイトルの「Katorz」は、ピギーが残したデモのタイトルに使われていた言葉で、「14」を意味するフランス語「quatorze」を違うスペルで書いたものである。なお、ピギーは亡くなる前に23曲のデモを残しており、残りの13曲は次作『インフィニ』（2009年）で使用された。
共同プロデューサーに起用されたグレン・ロビンソンは、以前にもヴォイヴォドのアルバム『ナッシングフェイス』（1989年）をプロデュースしている。
当時バンドは新たにジ・エンド・レコード（アメリカ）及びニュークリア・ブラスト（ヨーロッパ）と契約を得ており、欧米では両レーベルへの移籍第1弾アルバムとなったが、日本盤は前作『ヴォイヴォド』（2003年）に引き続きビクターエンタテインメントから発売された。

## 反響・評価
アメリカでは発売初週に約2千枚を売り上げ、『ビルボード』のインディペンデント・アルバム・チャートで37位、トップ・ヒートシーカーズで43位に達した。
Greg Pratoはオールミュージックにおいて5点満点中4点を付け「ほぼ間違いなく、彼らがこれほど全体的に首尾一貫したアルバムを作ったのは1989年のメタル・クラシック『ナッシングフェイス』以来のことで、メタル界において最も過小評価されたギタリストの一人に相応しいはなむけである」と評している。

## 収録曲
全曲とも作詞：スネイク／作曲：ヴォイヴォド。
1. ザ・ゲッタウェイ "The Getaway" – 3:59
2. ドッグネイション "Dognation" – 4:05
3. ミスター・クリーン "Mr. Clean" – 4:33
4. アフター・オール "After All" – 4:27
5. オッズ&フラウズ "Odds & Frauds" – 4:50
6. レッド・マイ・マインド "Red My Mind" – 4:41
7. シリー・クローンズ "Silly Clones" – 3:17
8. ノー・エンジェル "No Angel" – 5:06
9. ジ・エクストリーム "The X-Stream" – 4:58
10. ポラロイズ "Polaroids" – 5:08

## 他メディアでの使用例
「ジ・エクストリーム」は、2006年の音楽ゲーム『ギターヒーロー2』でボーナス・トラックとして使用された。

## 参加ミュージシャン
- スネイク（デニス・ベランジェ） - ボーカル
- ピギー（デニス・ダムール） - ギター
- ジェイソニック（ジェイソン・ニューステッド）- ベース、バッキング・ボーカル
- アウェイ（ミシェル・ランジュヴァン） - ドラムス